# ريتش ديفيس
ريتش ديفيس (بالإنجليزية: Rich Davis)‏ هو طبيب نفسي أمريكي، ولد في 1926، وتوفي في 6 أكتوبر 2015.